# Système anti-collision

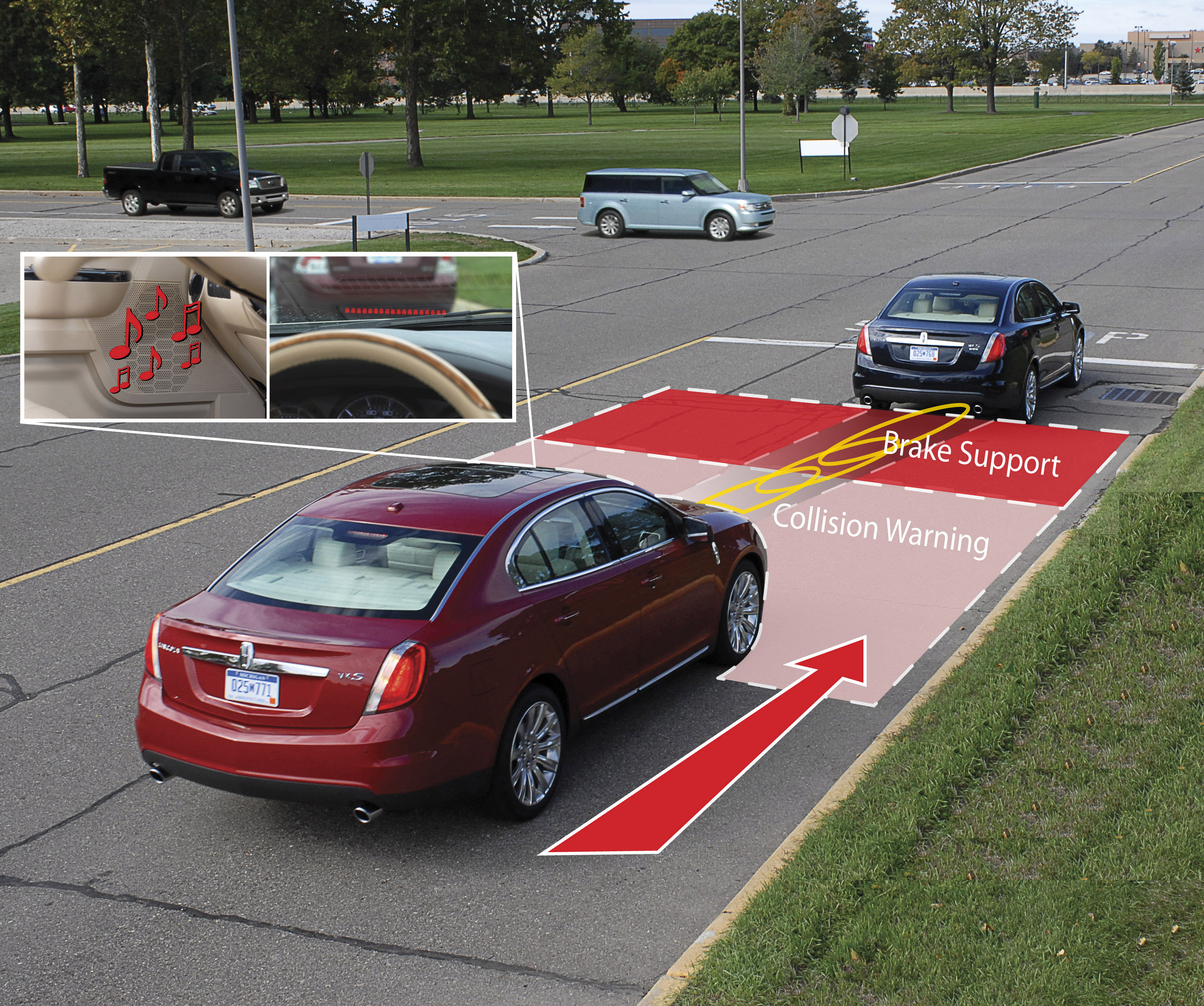
Système anti-collision sur la Lincoln MKS
1. Un véhicule devant s'arrête/est à l'arrêt
2. Le conducteur du véhicule qui suit ne remarque pas l'arrêt
3. Le 2e véhicule émet un avertissement au conducteur lui indiquant le danger
4. Le conducteur s'arrête

Un système anti-collision, ou dispositif d'évitement des collisions est un système de sécurité active conçu pour réduire la gravité des accidents des véhicules motorisés.
La dénomination du système anti-collision est reprise du domaine aéronautique où ont fait leur preuve certains systèmes parmi le TCAS (en français « système d'alerte de trafic et d'évitement de collision »), l'Airborne collision avoidance system, Obstacle Collision Avoidance System ou le Portable collision avoidance system.
Dans le domaine automobile, la mise en œuvre de cette notion est différente de celle qui se pratique dans l’aéronautique, en raison d'un contexte différent, notamment en ce qui concerne connectivité, temps de prise de décisions, prédictibilité de la collision, stratégie d'évitement.
Ce type de fonction peut être fournie par:
- des technologies existantes et réglementées communes comme le freinage automatique d'urgence (AEB), notamment pour les véhicules circulant sur la voie publique,
- des technologies nouvelles et réglementées comme l'Automated Lane Keeping System
- par des stratégies spécifiques à certains fabricants, notamment dans le domaine industriel,
- ou des projets de recherche et développement.

Les deux principales stratégies dévitement du choc sont le freinage comme dans l'AEB, ou la manœuvre de la direction, notamment dans des projets de recherche.
Le «Système actif de freinage d’urgence (AEBS)» est considéré  dans le règlement CEE-ONU 131 comme « un système capable de détecter automatiquement un risque de choc avant et d’activer le système de 
freinage du véhicule afin de réduire la vitesse de ce dernier et d’éviter le choc ou d’en atténuer les conséquences »
Un appareil qui utilise un radar ou un laser ou un lidar pour mesurer la distance ou la vitesse d'approche d'un véhicule précédant l'utilisateur, peut selon les mêmes principes que dans la phase de freinage d’urgence du freinage automatique d'urgence détecter le besoin de freiner. Le système alerte le conducteur du danger dans une logique de freiner le véhicule pour éviter la collision. Les véhicules qui suivent le règlement CEE-ONU 131 adoptent ce comportement dans la phase d’avertissement de risque de choc.

## Systèmes existants

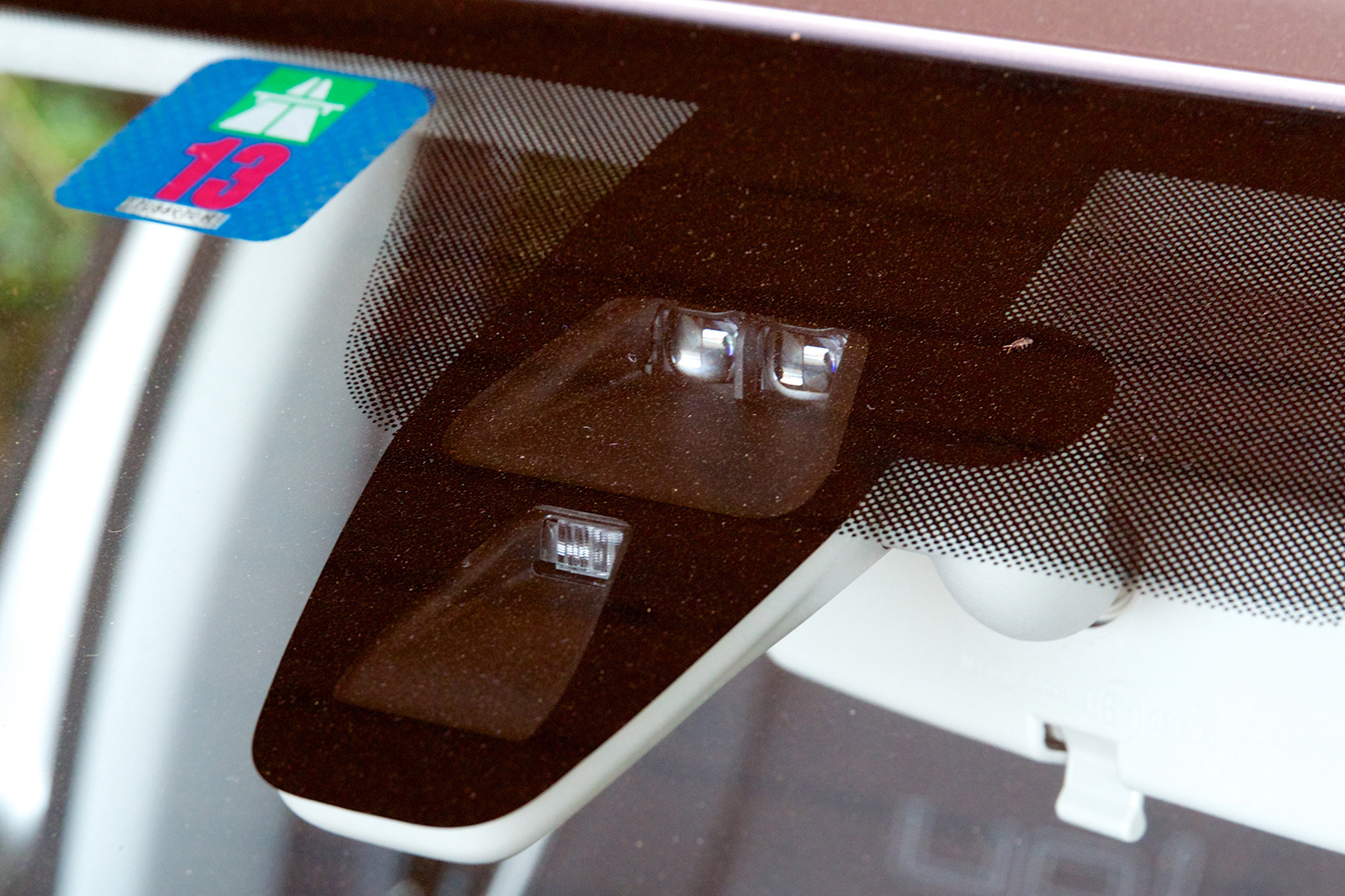
Capteur laser sur la Volkswagen Up!

Des systèmes anti-collision sont actuellement disponibles sur les véhicules et engins de levage suivants :

### Systèmes anti-collision pour engins de levage
- AMCS Technologies[4] :
  - DCS60 système anti-collision pour engins de levage ;
  - DCS-61.S système anti-collision Safety niveau : PLD / SIL.2
- Acura RL, Acura MDX, Acura ZDX (Collision Mitigation Braking System)
- DLZ-AC et ProSITE[5]

### Automobiles

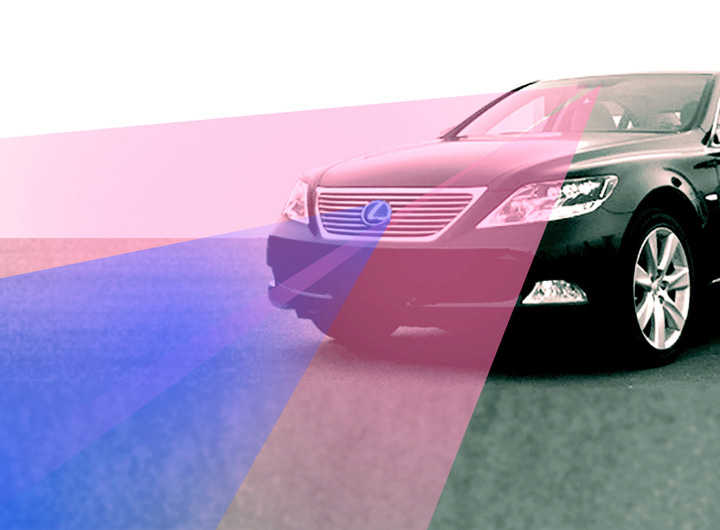
Diagramme 2008 PCS avec couverture radar (bleu) et caméra stéreo (rouge)

L'AEB est obligatoire dans l'Union européenne depuis le 6 juillet 2022 pour les véhicules neufs selon le Règlement (UE) 2019/2144 du Parlement Européen et du Conseil du 27 novembre 2019.
- Audi A8, A7
- BMW Série 7
- Chrysler 300 II
- Ford Taurus (Collision Warning with Brake Support)
- Honda FCX Clarity, Legend (Collision Mitigation Braking System)
- Infiniti QX80, Infiniti Q70, Infiniti QX50
- Jaguar XJ à partir de 2003 : adaptive cruise control, agissant sur les freins pour ramener la vitesse à 30 km/h
- Lexus LS, IS, ES, GS, RX, LX
- Lincoln MKT, MKS (Collision Warning with Brake Support)
- Mercedes-Benz Classe S et E-class (Pre-Safe with Brake Support')
- Peugeot 308 II (Freinage automatique d'urgence)
- Renault Espace V (Freinage actif d'urgence)
- Toyota Harrier, Toyota Prius, Toyota Avensis, Toyota Crown, depuis fin 2017 en Europe toutes les Toyota.
- Volkswagen Touareg (Front Assist), Notation EuroNcap 2018: Le système Front Assist est de type Auto-Brake with Forward Collision Warning. Sont présents en standard: AEB pedestrian (5 km/h), AEB cyclist (5 km/h), AEB City, AEB Interurban (9 km/h)[7].
  - Golf (Front Assist),
  - Up! (City Brake Assist)
- Seat Leon (Front Assist)
- Volvo S80, XC70, S60 et XC60 (Collision Warning with Auto Brake et dans les derniers modèles Collision Warning with Full Auto Brake)
  - XC40. Notation Euro NCAP 2018 : Le système Volvo City Safetyt est de type Auto-Brake with Forward Collision Warning. Sont présents en standard : AEB pedestrian (4 km/h), AEB cyclist (4 km/h), AEB City, AEB Interurban (4 km/h). Toutefois, l'AEB piéton ne fonctionne bien que le jour[8]. Ce même défaut est également reporté par l'ANCAP.

## Systèmes de seconde monte
Des systèmes anti-collision sont aussi disponibles en seconde monte (version aftermarket), c'est-à-dire qu'il est possible de les installer sur tout véhicule déjà en circulation.